# Katastrofa lotu Air Midwest 5481
Lot Air Midwest 5481 – wypadek lotniczy, który wydarzył się 8 stycznia 2003 roku na lotnisku Charlotte/Douglas International Airport.

## Historia

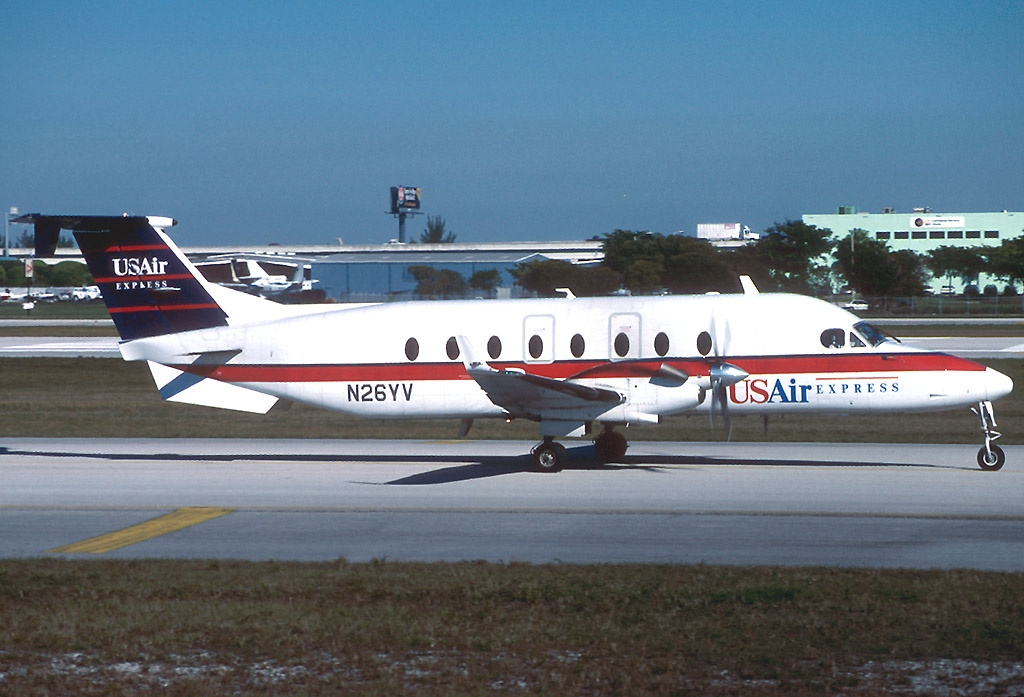
Samolot przed katastrofą

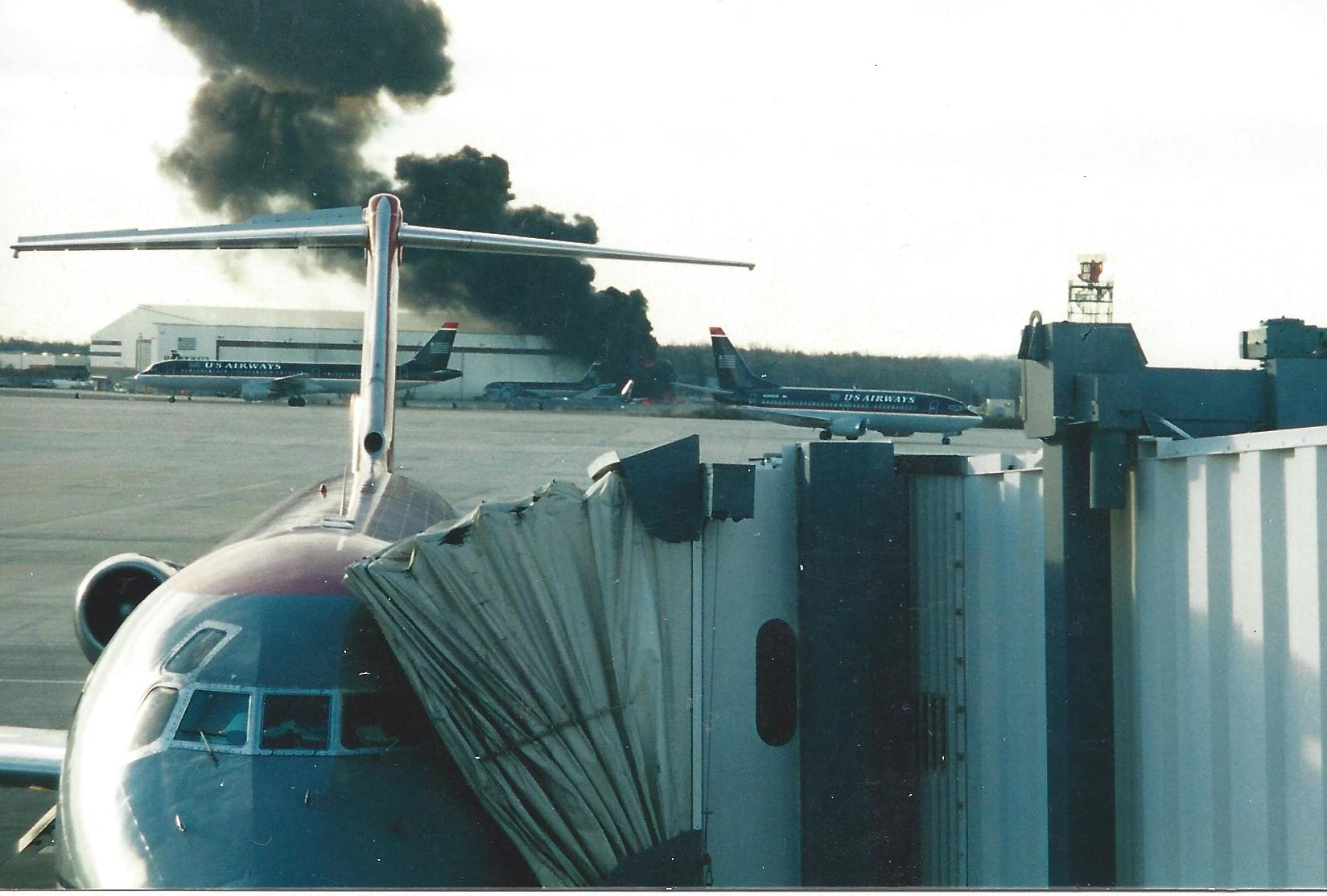
Widok na katastrofę z terminalu lotniska

Samolot typu Beechcraft 1900D, linii Air Midwest (lot nr 5481) lecący z Charlotte do Greenville i mający 21 osób na pokładzie (19 pasażerów i 2 członków załogi), rozbił się ok. 37 sekund po starcie. Nikt nie przeżył wypadku.
Kapitanem samolotu była Katie Leslie, a drugim pilotem był Jonathan Gibbs. Kilka sekund po starcie nos maszyny w sposób niekontrolowany niebezpiecznie podniósł się do góry. Załoga nie mogła tego położenia skutecznie skorygować z uwagi na przeciążenie maszyny i wadliwie wyregulowany mechanizm poruszania sterem wysokości. Samolot wpadł w przeciągnięcie. Maszyna uderzyła w pobliski hangar należący do linii US Airways i stanęła w płomieniach. Po ugaszeniu pożaru w zgliszczach znaleziono zwęglone ciała ofiar.
Pierwszą przyczyną wypadku była przekroczona masa maszyny do startu. Obliczano masę do startu na podstawie zaniżonych danych statystycznych odnośnie do ciężaru pasażera – a nie poprzez pomiar faktyczny. Drugą przyczyną była źle dobrana długość linek sterowniczych samolotu od wolantu do steru wysokości – w czasie przeglądu mechanik wadliwie wymienił linkę, i nie sprawdził na koniec zakresu wychylenia steru. Jedna linka była dłuższa od drugiej.

## Obywatelstwo ofiar wypadku
| Państwo           | Pasażerowie | Załoga | Razem |
| ----------------- | ----------- | ------ | ----- |
| Stany Zjednoczone | 12          | 2      | 14    |
| Bahamy            | 3           | –      | 3     |
| Indie             | 2           | –      | 2     |
| Kanada            | 1           | –      | 1     |
| Portugalia        | 1           | –      | 1     |
| Razem             | 19          | 2      | 21    |